# The New Alfred Hitchcock Presents
The New Alfred Hitchcock Presents is een Amerikaanse anthologieserie, die van 1985 tot 1989 werd uitgezonden. De serie is een heropleving van de serie Alfred Hitchcock Presents uit 1955. In totaal zijn er 76 afleveringen van 22 minuten gemaakt.

## Achtergrond
De serie begon met een televisiefilm gebaseerd op de originele serie.
De serie volgt dezelfde opzet als de originele serie. Elke aflevering wordt ingeleid door Alfred Hitchcock via stock footage uit de originele serie.
De serie liep 1 seizoen op NBC, maar werd daarna overgenomen door USA Network. Het succes van de serie betekende een heropleving van de anthologieseries, waaronder The New Twilight Zone.

## Noemenswaardige gastrollen

### Pilotaflevering
- Ned Beatty - Larry Broome (segment "Incident in a Small Jail")
- Lee Ving - Curt Venner (segment "Incident in a Small Jail")
- Tony Frank - Sheriff Noakes (segment "Incident in a Small Jail")
- John Huston - Carlos/Narrator (segment "Man from the South")
- Melanie Griffith - Girl (segment "Man from the South")
- Annette O'Toole - Stella (segment "An Unlocked Window")
- Bruce Davison - Betty Ames/Baker (segment "An Unlocked Window")

### Overige afleveringen
- Mark Hamill - Danny Carlyle
- Brian Bedford - Sherlock Holmes
- Parker Stevenson - Clark Taylor
- Bruce Gray - Bryan Holland
- Kathleen Quinlan - Karen Wilson
- John Colicos - Carter Talbot
- Ann-Marie MacDonald - Denise Tyler
- Cec Linder - Dr. Hoffman
- Harvey Atkin - Sam Wicks
- Neil Munro - David Barclay
- Rod Wilson - Eddie
- Melissa Sue Anderson - Julie Fenton
- Art Hindle - Alton Brooks
- Barclay Hope - Harvey
- Cedric Smith - Paul Stevens
- Brent Stait - Jim Sweeney
- Edward Woodward - Drummond